# Оружие с вращающимся блоком стволов

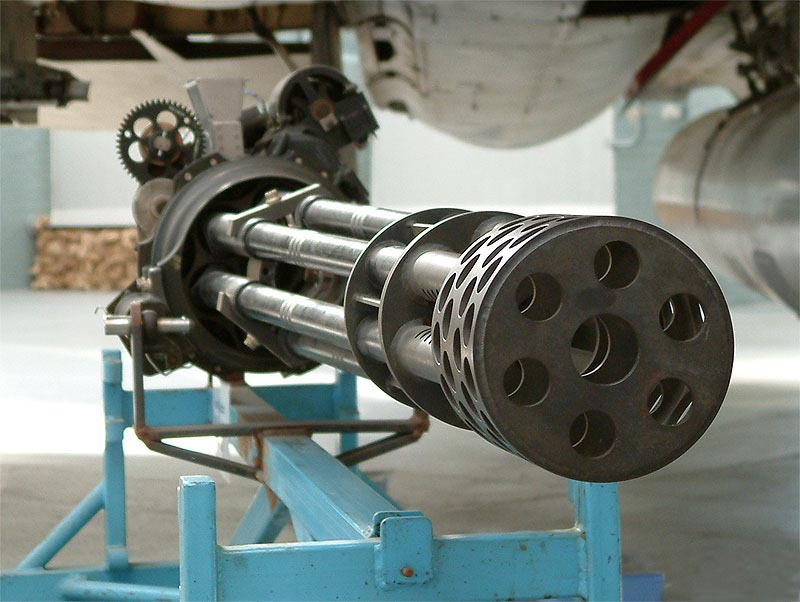
Скорострельная шестиствольная авиационная пушка M61 Vulcan

Оружие с вращающимся блоком стволов (пушка схемы Гатлинга) — многоствольное автоматическое оружие с вращающимся блоком стволов по схеме Гатлинга. Иногда его называют «револьверным пулемётом».
Имеет разные калибры, от 5,56 (XM214, опытный образец) до 37 мм (T249 Vigilante, опытный образец).

## История

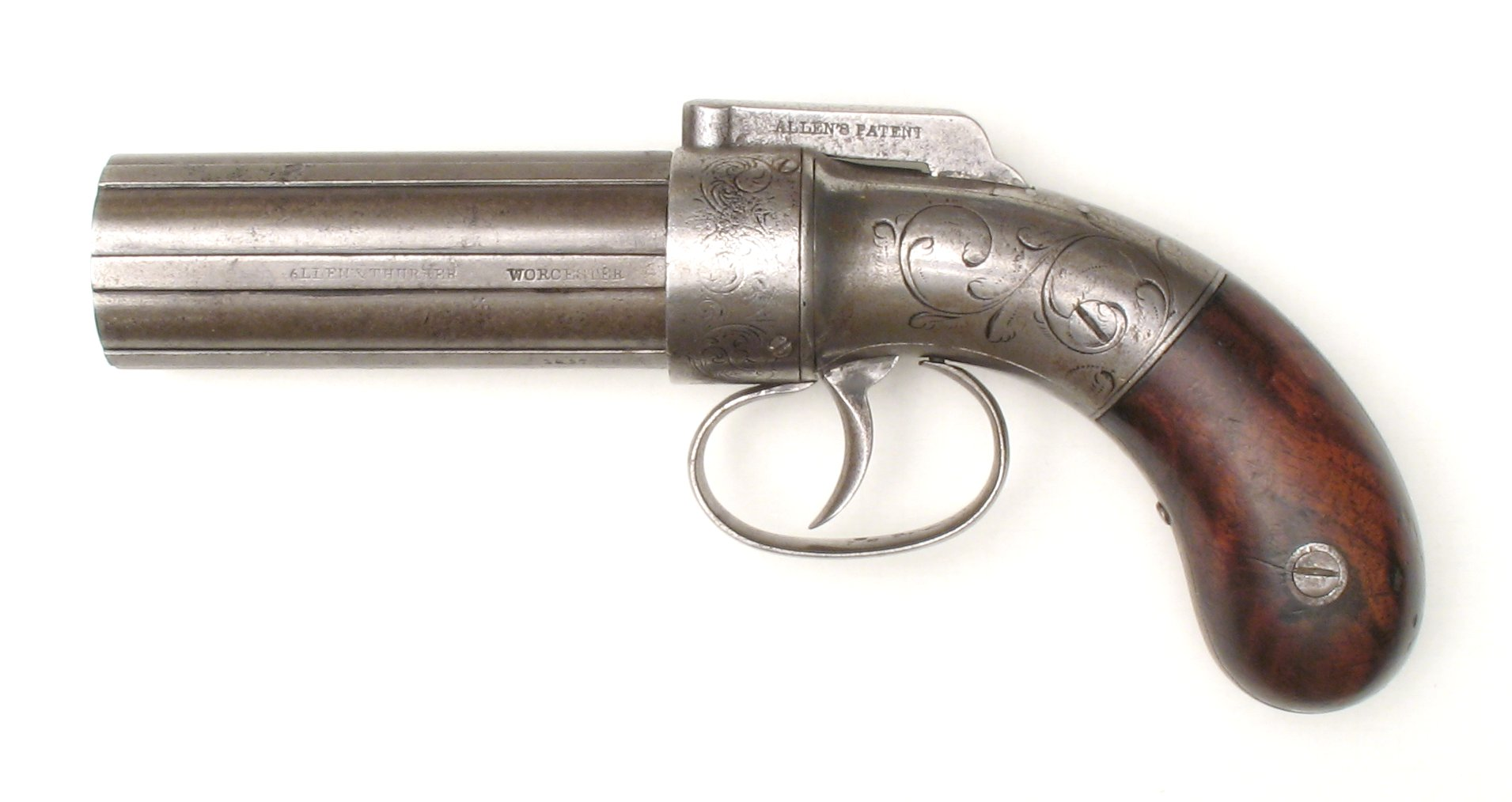
Капсюльный шестиствольный «пепербокс» Allen & Thurber калибр .36, патент 1845 года

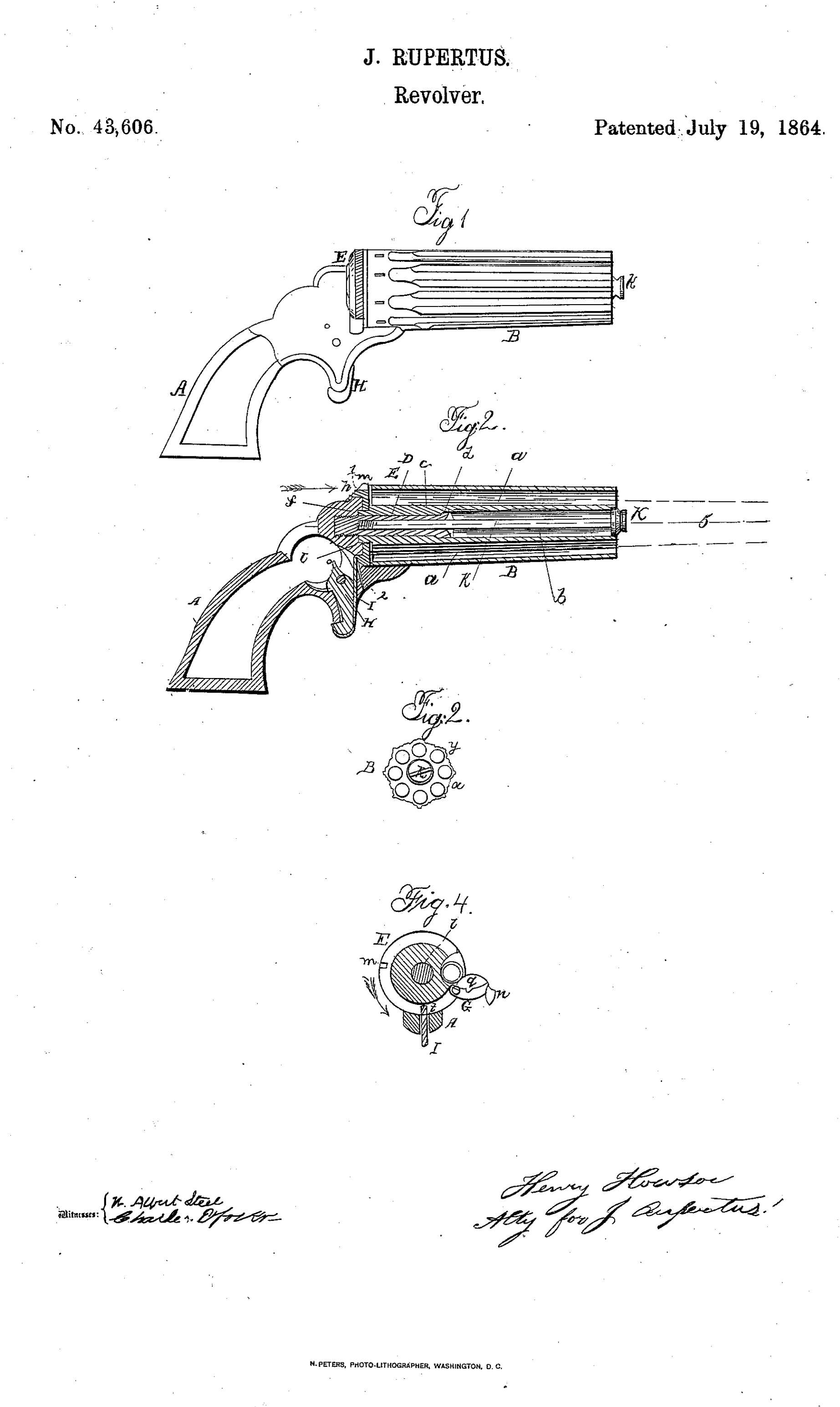

К ранним предшественникам оружия с вращающимся блоком стволов можно отнести многоствольные револьверы типа «Пепербокс» (англ. pepperbox — «перечница»), или бундельревольверы, существовавшие в конце XVIII — начале XIX веков.

### Пулемёт Гатлинга

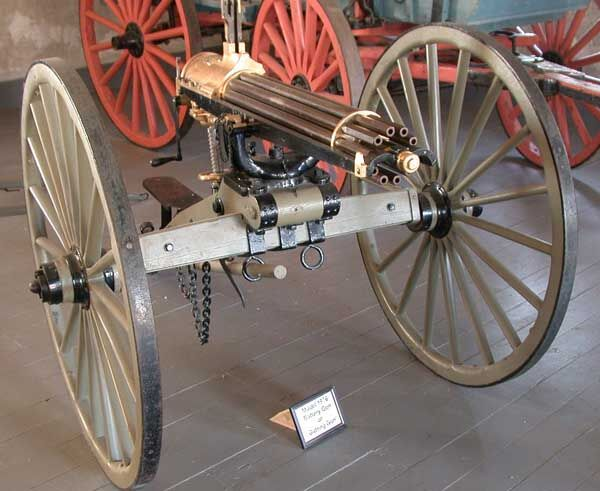
Картечница Гатлинга

Пулемёт Гатлинга (картечница Гатлинга, орудие Гатлинга) — многоствольное скорострельное оружие. Запатентован Ричардом Гатлингом в 1862 году. Предшественницей орудия Гатлинга можно считать митральезу — многоствольную систему залпового огня. Несмотря на то, что орудие Гатлинга не перезаряжалось автоматически за счёт собственной энергии (то есть не являлось пулемётом), его конструкция позволяла вести непрерывный огонь. В течение цикла каждый ствол делает единственный выстрел, освобождается от гильзы и заряжается вновь. За это время происходит естественное охлаждение ствола.
Тактически картечница Гатлинга была предшественником более поздних одноствольных пулемётов. Хотя она ощутимо превосходила последние в скорострельности, её устройство было более сложным, ручной привод затруднял наведение. Кроме того, она имела постоянный несменяемый магазин, который по израсходовании боеприпасов требовал времени на наполнение, что снижало практичность пулемёта.

## Применение
На первый взгляд может быть не сразу видно, для чего нужен такой огромный темп стрельбы — 100 и более выстрелов в секунду. У таких систем два применения:
- Стрельба по воздушным целям (как зенитная, так и воздушный бой). Если самолёт (длиной 20 метров) летит со скоростью 300 м/с, это значит, что в секунду он проходит 15 своих длин, и при темпе стрельбы 600 выстрелов в минуту (10 в секунду) с вероятностью ⅓ самолёт пролетит сквозь очередь и в него не попадёт ни одна пуля, даже если стрелок предугадал траекторию и заранее нажал на спуск. К тому же на большой дистанции из-за рассеивания пуль требуемый темп стрельбы ещё более повышается. Да и не всякое попадание опасно для самолёта — поэтому желательно, чтобы пробоин было несколько.
- Стрельба с летательного аппарата по маломерным целям. Например, при типичной скорости атаки наземных целей во Второй Мировой войне — 100 м/с — пулемёт с темпом стрельбы 10 выстрелов в секунду (600 в минуту) «укладывал» пули в 10 метрах одна от другой. В том числе поэтому американские летчики водружали на свои самолеты целые батареи по 6-8 пулемётов (на A-26 Invader — до 16). Однако многопулемётные/многопушечные батареи имеют тот недостаток, что из общей массы оружия с боезапасом на последний приходится относительно небольшая часть. К тому же возникают сложности с размещением и нормальным функционированием стольких систем сразу.

Пулемёты и автоматические пушки подобной конструкции используются в авиации и на флоте. Для увеличения воздействия по цели используют не только обыкновенные боеприпасы, но и снаряды с сердечником из обеднённого урана, разрывные пули и т. п. Скорострельность подобной системы может достигать свыше 9000 выстрелов в минуту (ГШ-6-23). Рекордной скорострельностью обладали экспериментальный 12-ствольный пулемёт системы Блюма 1937 года — 13 000 выстрелов в минуту (с приводом от электродвигателя либо, в случае установки на автомобиль, от автомобильного двигателя), и экспериментальная послевоенная 6-ствольная 30-мм пушка системы Журавлёва — 16 000 выстрелов в минуту (с вращением от реактивных двигателей; после 20-ти выстрелов систему разорвала на куски центробежная сила).

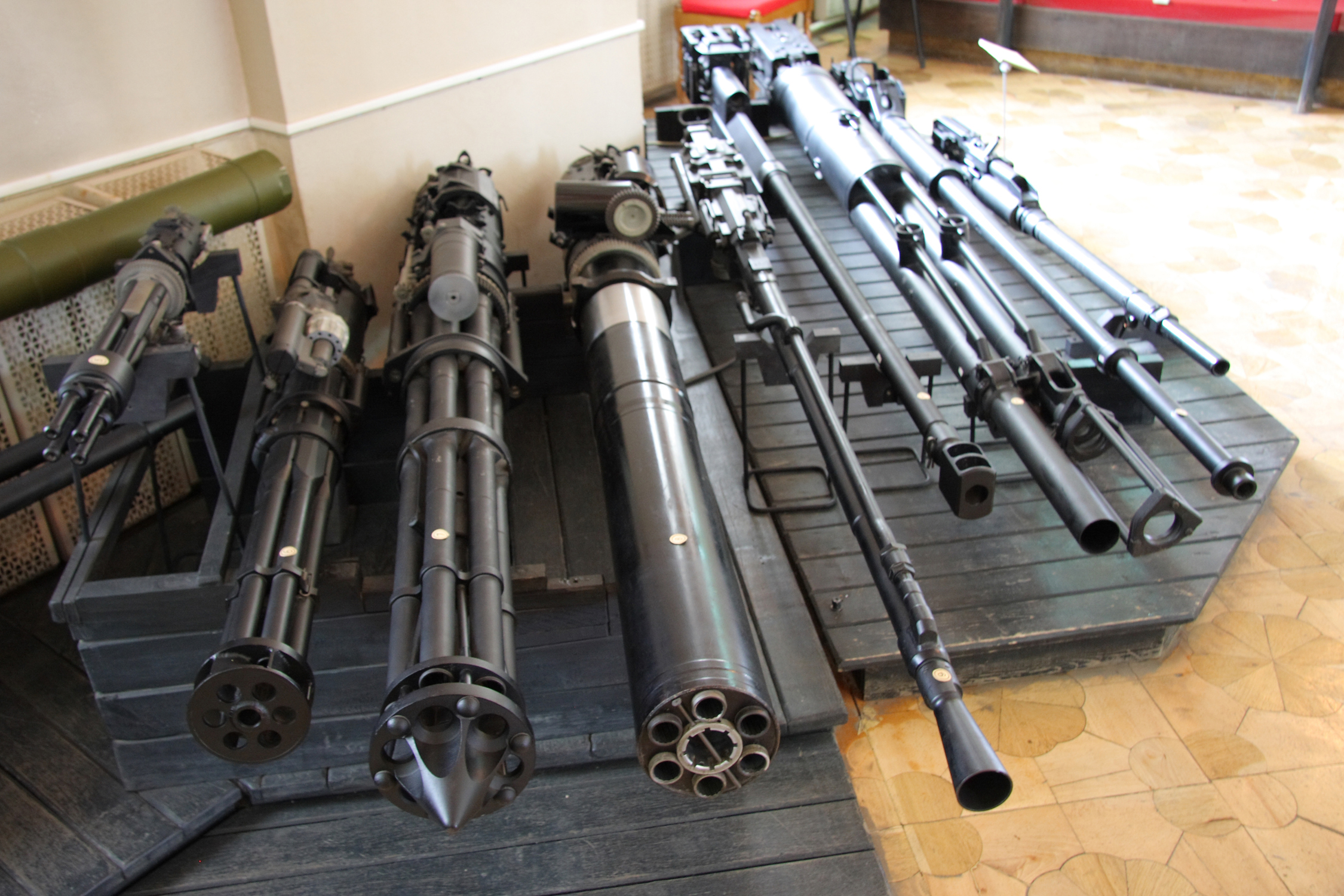
Советские многоствольные орудия с вращающимся блоком стволов, слева направо: ГШГ, ГШ-6-23, ГШ-6-30, АК-630

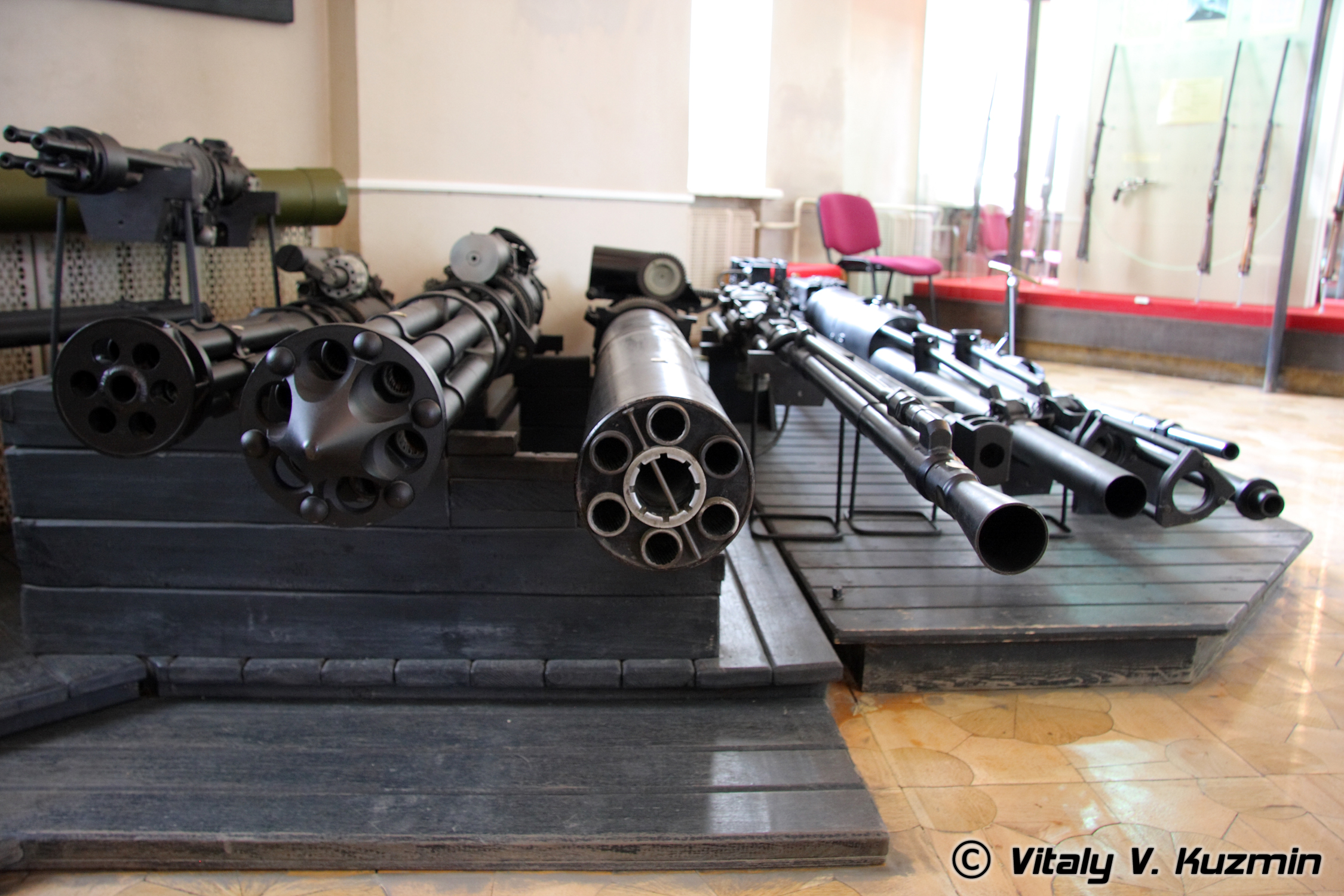

## Конструкция
Привод вращения блока стволов электрический, пневматический, гидравлический или отводом пороховых газов; воздушное или водяное охлаждение стволов. Зарубежные конструкции отдают предпочтение внешнему, чаще всего электрическому, приводу стволов, тогда как отечественные — отводу пороховых газов. Недостатком первого варианта являются больший вес, зависимость от внешнего подвода энергии и слишком долгое время раскрутки стволов, тогда как второй вариант страдает от разгара газоотводных магистралей.
Одним из врождённых недостатков схемы с вращающимся блоком стволов является большая инерционность блока стволов, замедляющая его выход на максимальный темп при открытии огня, а также мешающая при завершении, когда часть боеприпасов тратится непроизводительно. По окончании очереди все патроны должны быть удалены из патронников, что также означает бесцельную потерю части боезапаса.
При такой конструкции операции по заряжанию, выстрелу и экстракции гильзы проводятся одновременно на разных стволах. Кроме того, тепловая энергия выстрелов делится на несколько стволов (в разных системах от трёх (GAU-19/A) до двенадцати (Fokker-Leimberger), что уменьшает их нагрев. Таким образом, по сравнению с одноствольной системой перегрев каждого ствола наступает значительно позже, и как следствие — увеличивается время непрерывной стрельбы.

### Примеры
К подобному оружию относятся:
5,56-мм пулемёт
- XM214 Microgun (6 стволов);

7,62-мм пулемёты
- CS/LM12 (6 стволов);
- Hua Qing Minigun (6 стволов);
- M134 Minigun (6 стволов);
- ГШГ (4 ствола);
- СиБеМАС (4 ствола);
- Слостин, 1939 (8 стволов);
- Блюм, 1936 (12 стволов);
- Ахгар (6 стволов);[2]

12,7-мм пулемёты
- GAU-19 (3 или 6 стволов);
- ЯкБ-12,7 (4 ствола);
- Мохаррам (6 стволов);[3]
- CS/LM5 (3 ствола);
- WLKM (4 ствола);[4]

14,5-мм пулемёты
- Слостин, 1947 (8 стволов)
- Блюм, 1936—1939 (12 стволов)

20-мм авиационные пушки и зенитные корабельные артиллерийские комплексы
- M61 Vulcan (6 стволов);
- Mark 15 Phalanx CIWS (6 стволов);
- XM301[англ.] (3 ствола);
- Oto Breda TM 197B (3 ствола)[5];

23-мм пушки
- ГШ-6-23 (6 стволов);
- Асефех (3 ствола);[6]

25-мм авиапушки
- GAU-12 Equalizer (5 стволов);
- GAU-22 (4 ствола);

30-мм авиационные пушки и зенитные корабельные артиллерийские комплексы
- GAU-8 Avenger (7 стволов);
- ГШ-6-30 (6 стволов);
- АК-630 и производные — АК-630М-2 «Дуэт» и АК-630М1-2 «Рой» (6 стволов);
- АК-306;
- Тип 730 (7 стволов);
- Тип 1130 (7 стволов);
- H/PJ11 (11 стволов);

## В массовой культуре
В 1970—1980-х годах системы с вращающимся блоком стволов попали на большой экран и стали популярны в Голливуде, особенно после фильмов «Хищник» и «Терминатор 2» с участием Арнольда Шварценеггера. С тех пор за ними закрепилась репутация оружия колоссальной мощи, с помощью которого супергерои уничтожают толпы врагов. Однако даже самый маленький образец, опытный 5,56-мм XM214 «Микроган», созданный во время Вьетнамской войны — невозможно использовать в качестве ручного оружия. Так, появившийся в руках актёров, в частности, в фильмах «Хищник», «Терминатор 2», «Терминатор: Да придёт спаситель» и «Обитель зла» пулемёт M134 стрелял только холостыми патронами с пониженной скоростью вращения стволов (так как его отдача превышает 100 кгс), а питающий кабель электропривода расположили в штанине.
Также применение такого оружия показано в фильмах «Матрица», «Железный человек 2» и «Голубой гром», где им были вооружены экзоскелет и вертолёты.